# أولغا لونوفا
أولغا لونوفا (بالتشيكية: Olga Lounová)‏ (ولدت أولغا بيتلونوفا في 7 مارس 1981)  مغنية وكاتبة اغاني، ممثلة، عارضة أزياء وسائقة رالي تشيكية. ولد وترعرع في أوسيتشنا (سبا كوندراتيس) بالقرب من مدينة ليبيريتش.

## روابط خارجية
- الموقع الرسمي
- أولغا لونوفا على موقع IMDb (الإنجليزية)
- أولغا لونوفا على موقع ديسكوغز (الإنجليزية)
- أولغا لونوفا على موقع قاعدة بيانات الفيلم (الإنجليزية)
- Olga Lounova WRC results